# Batteria (aceto balsamico tradizionale)

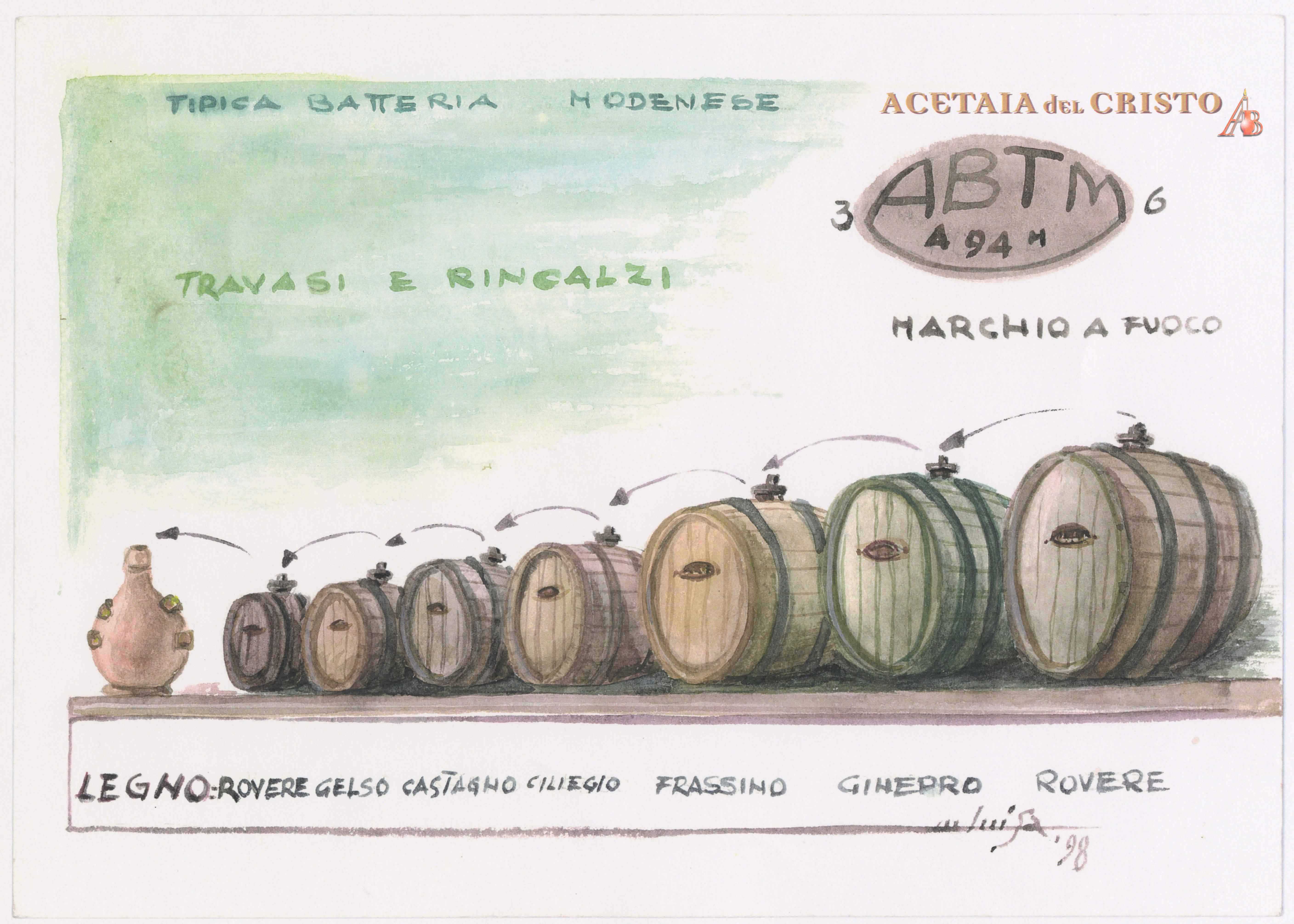
Rappresentazione su acquerello di una tipica batteria per la produzione di aceto balsamico tradizionale.

La batteria è una serie di botti/barili di legni differenti e di capacità decrescenti per la produzione e l'invecchiamento dell'Aceto Balsamico Tradizionale (ABT) prodotto nella regione dell'Emilia-Romagna, in Italia.
Nel processo produttivo dell'aceto balsamico tradizionale la progressiva concentrazione ed i delicati processi di maturazione ed invecchiamento avvengono in tempi e modi differenti, e non potrebbero essere svolti in un unico contenitore: per questo motivo la batteria è costituita da un insieme di botti di dimensioni e di legni differenti.
Le batterie vengono custodite nelle acetaie, situate in sottotetti o in ambienti non coibentati né climatizzati, per permettere alle escursioni termiche stagionali di agire attivamente nel processo di maturazione ed invecchiamento.

## Composizione
Una batteria di botti per la produzione di ABT è generalmente formata da un numero dispari di barili di legno, in numero uguale o superiore a cinque, e quasi mai oltre la decina. Non vi è una spiegazione chiara ed univoca sul perché le botti debbano essere in numero dispari, ma la tradizione popolare è sempre stata tramandata in tal senso, ed ancora oggi la maggior parte delle acetaie - sia familiari che dedite alla commercializzazione di ABT - compongono le batterie in numero dispari. Più facile comprendere il numero pari o superiore a cinque, legato alla diversificazione dei legni, nonché alla tecnica produttiva dell'aceto balsamico.
Con la progressiva perdita delle tradizionali conoscenze dovuta all'inurbazione di tante famiglie contadine avvenuta durante gli anni del boom, durante gli anni settanta ed ottanta si diffuse la convinzione, sostenuta anche dagli studi sul "commensalismo" batterico all'interno dell'ABTM, che la batteria ideale dovesse essere composta da tre barili, ognuno corrispondente alle tre fasi di acetificazione, maturazione ed invecchiamento. Dopo anni vennero riscontrati però notevoli problemi, quali la cristallizzazione degli zuccheri, la difficoltà di far partire l'acetificazione, l'abbassamento delle acidità e delle densità, quest'ultimo sempre più spesso corretto con cotture o ricotture sempre più prolungate, e la formazione di muffe ed altri fenomeni parassitari. Inoltre studi più recenti, che smentivano categoricamente il "commensalismo" fra saccaromiceti ed acetobatteri, suggerirono di ritornare ad un numero superiore di barili, come peraltro tramandato da una nutrita tradizione sia scritta che orale.

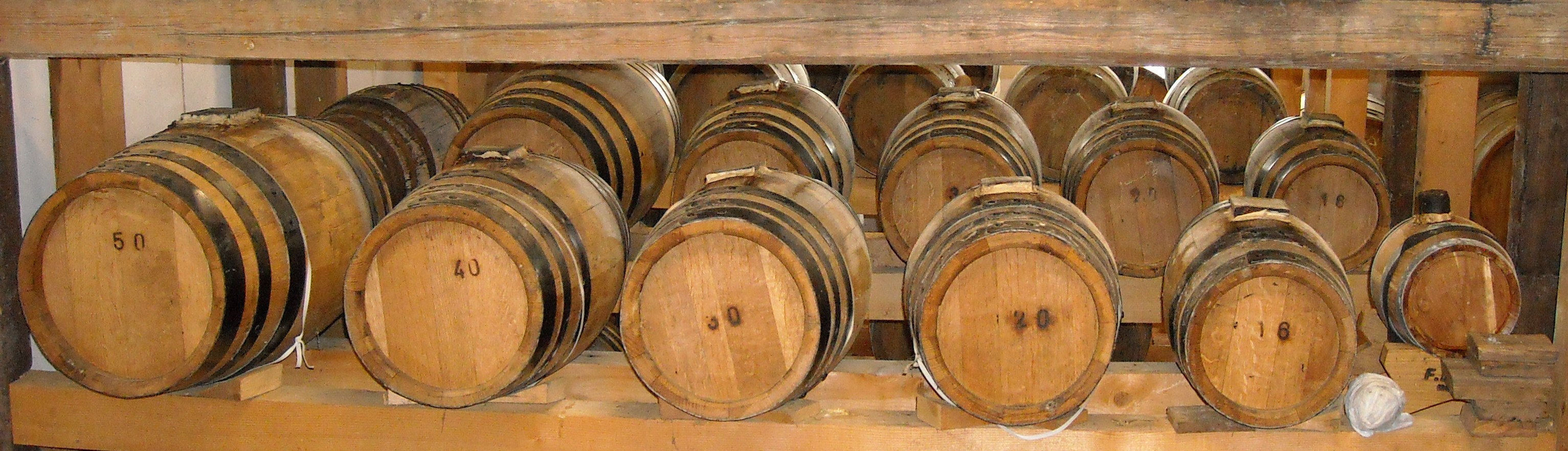
Possibile configurazione di una batteria di botti

## Le botti
Le tipiche botti per l'aceto balsamico tradizionale sono per dimensioni simili al caratello, ma di forma più tozza e meno allungata, con capacità solitamente comprese fra i 15-20 e gli 80 litri.
Le botti presentano un'apertura ritagliata nello spazio di due-tre doghe, generalmente quadrata o rettangolare, detta "cocchiume", sufficientemente larga per facilitare l'ispezione dell'interno e le operazioni di manutenzione. L'apertura del cocchiume è inoltre fondamentale per favorire l'ossigenazione del prodotto e la sua evaporazione annuale.

## I legni

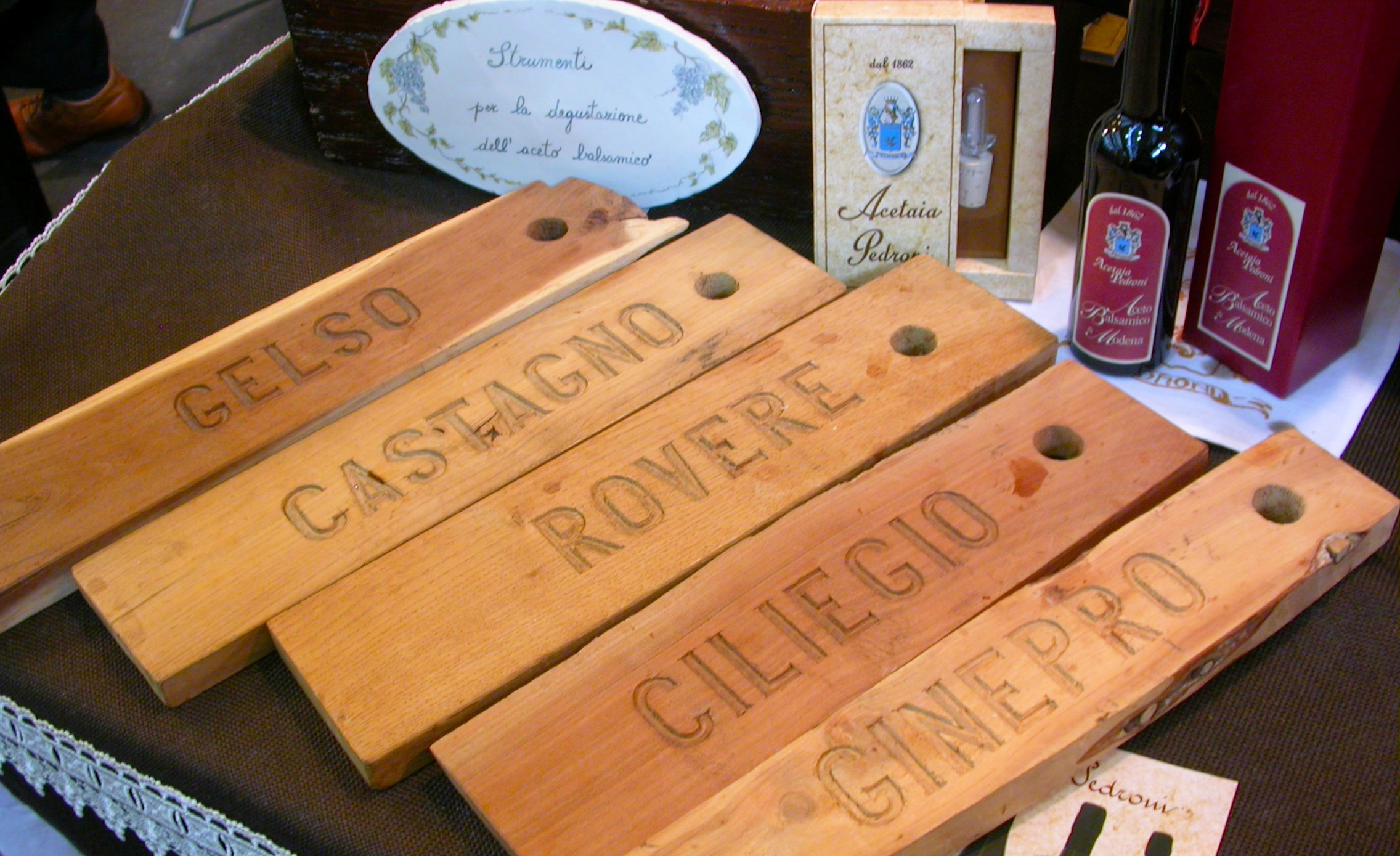
Alcune qualità di legno usate nell'invecchiamento dell'Aceto Balsamico Tradizionale

La differenziazione dei legni tra una botticella e l'altra conferisce un prezioso bouquet di aromi e peculiari caratteristiche.
I disciplinari di produzione dei due ABT DOP stabiliscono che i legni delle botti siano quelli "classici della zona", ossia gli "antichi dominii estensi". 

Il disciplinare dell'ABTRE si spinge ad elencare i legni, indicandoli in rovere, castagno, ciliegio, ginepro, gelso, frassino e robinia. Nella definizione dei legni inserita nel Piano dei Controlli dell'ABTM, frassino e robinia non sono contemplati.

In realtà i legni più tradizionali e più utilizzati sono rovere e castagno, che da soli rappresentano circa il 75% delle botti avviate, mentre il ginepro ed il gelso, pur tramandati dalla tradizione, sono per differenti motivi piuttosto minoritari. L'inserimento di legni di ciliegio, frassino e robinia si è avuta in tempi recenti, portando a buoni risultati in termini di tenuta delle botti e di cessione di colori, profumi e sapori. Sempre di recente sono stati utilizzati anche legni di pero e melo, con problemi però per quanto riguarda la tenuta dei barili.
Legni tradizionali
- Rovere: legno duro ma di facile lavorazione, garantisce stabilità e tenuta nel tempo. Può essere inserito in qualsiasi posizione della batteria, anche se è più facile trovarlo nelle botti piccole, ma solo per il fatto che altri legni richiedono di essere posizionati fra le prime botti della serie. Si trovano batterie composte da sole botti di rovere.
- Castagno: legno da sempre diffusissimo per la costruzione di botti, in virtù della sua diffusione, economicità e lavorabilità. Ricco di tannini, alcuni suggeriscono di porlo all'inizio della batteria, anche se non vi sono controindicazioni a qualsiasi suo posizionamento nella serie.
- Gelso: Legno abbastanza raro, essendo una specie protetta, ma un tempo molto diffuso in virtù della lavorazione del baco da seta. Con un basso peso specifico ed un'elevata porosità, favorisce un deciso scambio di ossigeno con l'esterno, e quindi i processi di acetificazione. Ciò, assieme alla modesta tenuta nel tempo, ne ha sempre suggerito l'utilizzo per la prima o seconda botte della serie. Proprio per il suo difficile reperimento, negli ultimi decenni viene spesso sostituito col ciliegio.
- Ginepro: unico legno di conifera, anche da stagionato rilascia i profumi degli olii essenziali. Soprattutto nei primi anni di lavorazione, tali profumi sono spesso forti e poco graditi, e pertanto il prodotto viene maggiormente apprezzato quando la botte ha già alcuni anni di lavorazione. La tipologia di pianta non permette quasi mai la costruzione di botti di grande capacità. Per questi motivi - profumi e dimensione della botte - quasi sempre è utilizzato "fuori" dalla batteria, come contenitore per piccole quantità di prelievo destinate ad una particolare aromatizzazione.

Legni recenti
- Ciliegio: legno poroso e profumato, trasmette aromi delicati al prodotto. Tende a muoversi nel tempo, non garantendo una grande tenuta dei barili. Per questi motivi è sovente posto all'inizio della batteria.
- Frassino: legno abbastanza poroso e di facile lavorazione, con pochi tannini. Indicato maggiormente per le botti centrali o più piccole della batteria.
- Robinia: legno duro e compatto, che garantisce una lunga durata e tenuta dei barili. Consigliato soprattutto per i barili più piccoli.
- Pero e Melo: legni non facenti parte della tradizione del balsamico, pur da sempre presenti nelle zone di riferimento, hanno dato buoni risultati per quanto riguarda profumi e sapori. Più difficile è invece la tenuta nel tempo della botte, e per questo motivo è difficile trovare botti costruite con queste essenze, che oggi sono ritenute sostanzialmente abbandonate[5].

Ciascun produttore seguendo le regole del Disciplinare sceglie a suo piacimento legni più o meno aromatici per le sue botti.

## Utilizzo
Il processo differisce da acetaia ad acetaia ed è spesso frutto di esperienze tramandate nei secoli da famiglie di produttori, che donano a ciascun aceto caratteristiche peculiari.
Appena acquistati, o prodotti, i barili devono essere puliti dai residui della lavorazione, ma anche dalle sostanze più grossolane che rilascerebbe il legno a contatto con un liquido e sterilizzate dalla presenza di microrganismi. Tale operazione, detta "sgallatura", viene effettuata con acqua calda e sale (o acido citrico), lasciata riposare per alcuni giorni dentro i barili. Di seguito le botti vanno acetificate ("messe in tenuta"), riempiendole con aceto di vino per circa un anno. Tale operazione è necessaria ad annidiare colonie di acetobatteri nelle fibre del legno, ma anche ad un ulteriore rilascio di resine e terpeni. Svuotati i barili, la batteria viene finalmente riempita con mosto cotto fermentato e acetificato, facendo finalmente partire il processo produttivo dell'aceto balsamico tradizionale.
Procedura di rincalzo e modello di concentrazione vettoriale nella batteria di invecchiamento per l'aceto balsamico tradizionale
Annualmente viene prelevato dalla botte più piccola il prodotto maturato ed invecchiato da destinare al consumo (o alla vendita), generalmente in misura non superiore al 10/15% della capacità del barile. Il quantitativo mancante, cui va aggiunta la frazione evaporata durante la stagione calda precedente, viene "rincalzato" prelevando il contenuto della botte immediatamente a monte, proseguendo così di barile in barile fino a quello più grande.
Ogni anno, in primavera (o comunque quando la temperatura ambientale raggiunge i 20 °C circa, necessari per l'attività degli acetobatteri), il mosto d'uva cotto e fermentato viene immesso nella botte più grande, tradizionalmente detta "badessa". Spesso, soprattutto nelle batterie con un numero ridotto di barili, oppure in presenza di due o più batterie, come badessa viene utilizzata una botte di dimensioni decisamente superiori, tenuta esternamente alla batteria, ed utilizzandola come contenitore dedicato esclusivamente all'acetificazione del prodotto. In tal modo viene controllato l'innescarsi del processo di acetificazione senza rischiare di "inquinare" il prodotto già maturato, in caso di problemi- Inoltre si introduce un'ulteriore passaggio al tempo di residenza dell'ABT in acetaia. Come badesse esterne solitamente vengono utilizzate botti più grandi, tini (preferibilmente di legno), grosse damigiane di vetro oppure, per motivi di economicità, vengono riutilizzate barriques da vino dismesse. In quest'ultimo caso, in ragione delle dimensioni delle barriques (tra 225 e 300 litri), la badessa viene utilizzata per alimentare annualmente 2-4 batterie.
Grande importanza riveste il livello di riempimento dei barili, mai molto oltre ai ¾ del volume totale del barile, in modo da offrire una superficie di ABT sufficientemente ampia all'ossigenazione, elemento fondamentale nell'attività acetica.
Per permettere la maturazione del prodotto, l'azione degli acetobatteri, la concentrazione per evaporazione e la dispersione delle sostanze volatili, il cocchiume viene tenuto aperto, coperte solo da un pezzo di stoffa per ragioni di pulizia. Anche l'aria che lentamente filtra attraverso le fibre e le porosità del legno partecipa alle fasi di maturazione ed invecchiamento dell'ABT.
Allo stesso tempo alcuni studi hanno evidenziato che l'apertura dei cocchiumi, nel favorire l'evaporazione della frazione acquosa, comporta anche perdite significative di sostanze odorose e acidità volatile, cosa ritenuta non desiderabile per la qualità del prodotto. Gli stessi studi avrebbero dimostrato come, anche sigillando i cocchiumi con cera alimentare, l'evaporazione delle molecole più piccole come acqua e ossigeno continua ad avvenire attraverso le fibre del legno, che si comporta come un vero e proprio "setaccio molecolare", trattenendo etanolo, acido acetico ed esteri. Naturale conclusione di tale ragionamento è il suggerimento di riempire completamente le botti - cosa che contraddirrebbe la tradizione consolidata - in modo da aumentare la superficie di contatto fra il liquido ed il legno, e quindi la superficie di evaporazione .